# Achada Lage
Achada Lage es una localidad caboverdiana del municipio de Santa Cruz.

## Geografía
La localidad está situada en la isla de Santiago.

## Organización territorial
La localidad abarca los lugares y barrios de:
- Achada Lage
- Cutelinho
- Fundo Salto
- Lém Tavares
- Ponta Fresco
- Ponta Saltos